# Junger Mann, der alles kann
Junger Mann, der alles kann ist eine deutsche Filmkomödie aus dem Jahre 1957 von Thomas Engel mit Georg Thomalla, Erik Schumann und Peer Schmidt als drei stellungslose Freunde in den männlichen Hauptrollen. Zu ihnen gesellt sich das Damentrio Doris Kirchner, Carla Hagen und Renate Ewert. Der Geschichte liegt ein Roman von Ernst Rudolphi zugrunde.

## Handlung
Hamburg, in den 1950er Jahren. Der Koch Karl, der Maler Tom und der Musiker Eugen sind miteinander befreundet und haben eines gemeinsam: Sie sind derzeit ohne Stellung. Um diesem Elend im Wirtschaftswunderland Deutschland ein Ende zu bereiten, geben sie kurzerhand eine Zeitungsannonce mit den Worten „Junger Mann, der alles kann“ auf. In der näheren Beschreibung versprechen die drei Kumpel, man sei „perfekt in Kochen, Waschen und Bügeln“ und man „wünscht berufstätiger Dame den Haushalt zu führen“. Schlagartig werden die Freunde mit einer Flut von Briefen beglückt, in denen man ihnen die unterschiedlichsten Jobs anbietet.
Doch nicht jeder landet dort, wo er seinen Fähigkeiten entsprechend Leistung abliefern kann: So landet Musiker Eugen in einer Wohngemeinschaft von sieben jungen Frauen. Hier soll er putzen und kochen, doch kocht er ebenso engagiert wie schlecht. Außerdem hat er nur Augen für die reizende Brünette Lilo. Tom findet eine Anstellung bei der wohlhabenden Corinna Fabricius, einer Elbchaussee-Residentin, die wie er als Malerin arbeitet. Sie ist mit dem Kunsthändler Hubert Rombach befreundet, den Tom bislang vergeblich für seine eigenen Gemälde zu interessieren versucht hatte. Koch Karl wurde von der leicht überspannten Baronin Döbberitz eingestellt, die sich einen Namen als Autorin von Krimis gemacht hat. Als die Dame im fortgeschrittenen Alters in einer Gewitternacht zu ihm ins Bett steigt, nimmt er sofort Reißaus.
Da weder Tom noch Eugen am Herd Meisterleistungen vollbringen, haben Karls Freunde einen Plan: Sie stellen ihn als Koch für sich und die Damenwelt ein. In der Dachwohnung soll er für alle kochen und die Speisen jeden Mittag in Lilos Modesalon und zu Corinna bringen. Zu dem Damen-Duo gesellt sich schließlich eine „alte Bekannte“ Karls, die Verkäuferin Marlene Binggold. Die sympathische Blondine hilft Karl beim Geschirr spülen und schlägt vor, später einmal aus der Dachwohnung mit dem angrenzenden Dachgarten ein schickes, kleines Restaurant zu machen. Bald entwickeln sich ernsthafte Gefühle zwischen Eugen und Lilo, Karl und Marlene sowie zwischen Tom und Corinna – kurzfristige Liebesirritationen inklusive. Auf einer großen Gartenparty, die Corinna gibt, kommt noch einmal ein wenig Unruhe, da die exzentrische Baronin in ihrem kriminalistischen Übereifer einen „Kriminalfall“ wittert und die Kripo ruft. Die aber muss feststellen, dass alles in bester Ordnung ist.

## Produktionsnotizen
Junger Mann, der alles kann entstand im Sommer 1957 in Hamburg und wurde auch dort am 4. Oktober 1957 im Passage-Kino uraufgeführt.
Gustl Gotzler übernahm die Produktionsleitung, Max Mellin und Karl Weber gestalteten die Filmbauten. Walter Hrich war einfacher Kameramann unter der Leitung von Dieter Wedekind.

## Kritik
Im Lexikon des Internationalen Films heißt es knapp: „Banales Lustspiel, das sich bis zum Happy-End ziemlich lustlos dahinschleppt.“